# ورنن دابچف
ورنن دابچف (انگلیسی: Vernon Dobtcheff؛ زادهٔ ۱۴ اوت ۱۹۳۴) بازیگر، و فیلم‌نامه‌نویس اهل انگلستان است.
از فیلم‌هایی که وی در آن‌ها ایفای نقش کرده، می‌توان به سرخ و سیاه، ایزنوگود، مورنگا، بوی خوش زن، نیکلاس و الکساندرا، پیش از غروب، حکایت‌های کانتربوری، فرمان، یک هزار روز از آن، عزیز، ماری، ملکه اسکاتلند، زیبایی بزرگ، به پیش یا بمیر، گرانبها، جفرسون در پاریس اشاره کرد. او همچنین در مجموعه تلویزیونی میشل استروگف، ادیسه، فصلی از زندگی بزرگان، عملیات سپیده‌دم، نجات پیکاسو، شیطان، جزیره پاسکالی، کشتن عیسی و شکست‌ناپذیر ۳: رستگاری که در ایران پخش شد، در نقش خبرنگار انگلیسی داستان هانری بلونت ظاهر شد.